# 24-idrossicolesterolo 7alfa-idrossilasi
La 24-idrossicolesterolo 7alfa-idrossilasi è un enzima appartenente alla classe delle ossidoreduttasi, che catalizza la seguente reazione:
(24R)-colest-5-ene-3β,24-diolo + NADPH + H+ + O2 ⇄ (24R)-colest-5-ene-3β,7α,24-triolo + NADP+ + H2O
L'enzima è una proteina eme-tiolata (P-450), che si trova nei microsomi del fegato e nell'epitelio ciliato non pigmentato. È specifico per il substrato (24R)-colest-5-ene-3β,24-diolo.